# 上海浪琴环球马术冠军赛
上海浪琴环球马术冠军赛（Shanghai longines Global Champions Tour）是在中華人民共和國上海市舉辦的馬術比賽，也是国际马术联合会旗下最高级别的五星级马术障碍赛。比賽場地位於中華藝術宮附近。該賽事於2014年首次舉辦。截至2019年，該賽事已經連辦6年。2024年，环球马术冠军赛時隔五年再度在上海舉辦，而且當年的比賽首次設立夜場比賽。

## 外部連結
- 官方网站